# Пещерен спинофалус
Пещерен спинофалус (Spinophallus uminskii) е вид троглобионтен (обитаващ пещери) охлюв от семейство Pristilomatidae.

## Разпространение и местообитание
Видът е ендемичен за България. Обитава старопланинската пещера Птича дупка в близост до село Черни Осъм, област Ловеч.

## Природозащитен статус
В Червената книга на България е вписан като уязвим вид.

## Описание
Черупката е бяла до бледожълта на цвят, лъскава и прозрачна с гъсти спираловидни линии, каито се виждат на всички извивки. Образувана е от 4,5 – 5 извивки. Размерите и са 1,5 – 1,6 х 3,3 mm.